# Фонтне ле Флери
Фонтне ле Флери (фр. Fontenay-le-Fleury) насеље је и општина у Француској у региону Париски регион, у департману Ивлен која припада префектури Versailles.
По подацима из 2011. године у општини је живело 12.981 становника, а густина насељености је износила 2390,61 становника/km². Општина се простире на површини од 5,43 km². Налази се на средњој надморској висини од 120 m метара (максималној 176 m, а минималној 92 m m).

## Демографија
| 1962. | 1968.  | 1975.  | 1982.  | 1990.  | 1999.  | 2011.  |
| ----- | ------ | ------ | ------ | ------ | ------ | ------ |
| 2.919 | 12.035 | 14 279 | 12 874 | 13.196 | 12.582 | 12.981 |

График промене броја становника у току последњих година